# Oliver Klitten
Oliver Klitten (født 1. maj 2000) er en dansk fodboldspiller, der spiller for Hobro IK.

## Personlige liv
Oliver har en tvillingebror, Lukas Klitten, som også er fodboldspiller.

## Klubkarriere

### AaB
Klitten var første gang en del af klubbens førsteholdstrup den 29. april 2018, hvor han sad på bænken hele kampen mod FC Midtjylland. I januar 2019 var han med førsteholdstruppen på træningslejr i Tyrkiet. Han fik sin debut i Superligaen den 29. april 2019, da han blev skiftet ind i det 90. minut som erstatning for Magnus Christensen i en 1-1-kamp mod Hobro IK. I 2018-19-udgaven af U/19 Ligaen scorede han 12 mål, hvormed han blev delt nummer fem på topscorerlisten.
Sammen med sin tvilingebror Lukas Klitten og tre andre spillere blev han forfremmet til at være en permanent del af AaB's førsteholdstrup i sommeren 2019.
Han skrev den 30. september 2020 under på en kontraktforlængelse med AaB, således parterne havde papir på hinanden frem til 30. juni 2023. I samme ombæring blev han udlejet til den norske klub Haugesund frem til 31. december 2021. Klitten fik ifølge sig selv en god start i den norske klub, og det blev belønnet med den første plads i startopstillingen den 7. november 2020, som Haugesund vandt 2-1 over SK Brann, men hvor Klitten blev skiftet ud i pausen. Det blev efterfølgende kun til to sene indhop (henholdsvis 22 minutter mod Molde FK og 10 minutter mod Bodø-Glimt. Efter spilletid i fem kampe i efteråret 2020 blev det i medierne overvejet, hvorvidt Klitten skulle vende tilbage til AaB, som i alle transfervinduer kunne vælge at kalde ham hjem. Den 31. december 2020 blev lejeopholdet afbrudt, og han vente tilbage til AaB.